# Râul Ankavanana
Ankavanana este un râu situat în nordul Madagascarului în Regiunea Sava. Izvoarele sale sunt la sud de Andapa, traversează Route Nationale 5a în apropiere de Antalaha și se varsă în Oceanul Indian.